# Diócesis de Udupi
La diócesis de Udupi (en latín: Dioecesis Udupiensis y en inglés: Roman Catholic Diocese of Udupi) es una circunscripción eclesiástica de la Iglesia católica en India. Se trata de una diócesis latina, sufragánea de la arquidiócesis de Bangalore. Desde el 16 de julio de 2012 su obispo es Gerald Isaac Lobo.

## Territorio y organización
La diócesis tiene 3880 km² y extiende su jurisdicción sobre los fieles católicos de rito latino residentes en el distrito de Udupi del estado de Karnataka.
La sede de la diócesis se encuentra en la ciudad de Udupi, en donde se halla la Catedral de Nuestra Señora de los Milagros.
En 2020 en la diócesis existían 52 parroquias.

## Historia
La diócesis fue erigida el 16 de julio de 2012 con la bula Cunctae catholicae del papa Benedicto XVI, obteniendo el territorio de la diócesis de Mangalore.

## Estadísticas
Según el Anuario Pontificio 2021 la diócesis tenía a fines de 2020 un total de 62 000 fieles bautizados.
| Año                                                                             | Población            | Población | Población      | Sacerdotes | Sacerdotes    | Sacerdotes    | Bautizados por sacerdote | Diáconos permanentes | Religiosos | Religiosos | Parroquias |
| Año                                                                             | Bautizados católicos | Total     | % de católicos | Total      | Clero secular | Clero regular | Bautizados por sacerdote | Diáconos permanentes | Varones    | Mujeres    | Parroquias |
| ------------------------------------------------------------------------------- | -------------------- | --------- | -------------- | ---------- | ------------- | ------------- | ------------------------ | -------------------- | ---------- | ---------- | ---------- |
| 2012                                                                            | 106 149              | 1 445 240 | 7.3            | 86         | 58            | 28            | 1234                     |                      | 28         | 225        | 46         |
| 2014                                                                            | 64 656               | 1 177 361 | 5.5            | 85         | 55            | 30            | 760                      |                      | 50         | 256        | 50         |
| 2017                                                                            | 61 452               | 1 180 112 | 5.2            | 103        | 67            | 36            | 596                      |                      | 66         | 248        | 51         |
| 2020                                                                            | 62 000               | 1 190 800 | 5.2            | 112        | 74            | 38            | 553                      |                      | 64         | 236        | 52         |
| Fuente: Catholic-Hierarchy, que a su vez toma los datos del Anuario Pontificio. |                      |           |                |            |               |               |                          |                      |            |            |            |

## Episcopologio
- Gerald Isaac Lobo, desde el 16 de julio de 2012